# یونیون‌ویل، شهرستان وایتساید، ایلینوی
یونیون‌ویل (به انگلیسی: Unionville) یک منطقهٔ مسکونی در ایالات متحده آمریکا است که در شهرستان وایتساید، ایلینوی واقع شده‌است. یونیون‌ویل ۲۰۳٫۹۱ متر بالاتر از سطح دریا واقع شده‌است.